# باغ لطفیان
باغ لطفیان، روستایی از توابع بخش بشارت شهرستان الیگودرز در استان لرستان ایران است. این روستا یکی از اقامت گاه‌های دائمی طایفه مینجائی زلقی می‌باشد .

## جمعیت
این روستا در دهستان پیشکوه ذلقی قرار دارد و براساس سرشماری مرکز آمار ایران در سال ۱۳۸۵، جمعیت آن ۳۷۰ نفر (۶۵خانوار) بوده‌است.